# Oskar Aronsohn
Oskar Aronsohn (ur. 28 lutego 1870 w Grudziądzu, zm. 1914) – niemiecki lekarz neurolog, działacz Postępowej Partii Ludowej (Fortschrittliche Volkspartei).
Syn kupca Herrmanna Aronsohna. Po ukończeniu Królewskiego Gimnazjum w Grudziądzu studiował na Uniwersytecie Fryderyka Wilhelma w Berlinie, dysertację doktorską przedstawił w 1894 roku. Autor prac z dziedziny neurologii i psychiatrii.
Od 1912 żonaty z Alice Stern. Zmarł w wyniku zakażenia krwi.

## Wybrane prace
- Ueber Hereditat bei Epilepsie. Berlin: Wilhelm Axt, 1894
- Ein seltener Fall von perverser Sexualbetätigung.  Deutsche med. Wochenschr., 1909
- Oswald Alving; eine pathologisch-literärische Studie zu Ibsens Gespenstern, 1909
- Der Korsakowsche Symptomenkomplex nach Commotio cerebri; ein Beitrag zur Kenntnis der akuten traumatischen Psychose., 1909
- Ueber die Anwendung und Wirksamkeit des Gynovals., 1911
- Der psychologische Ursprung des Stotterns. Halle: Marhold, 1914